# Aziz Sidqi

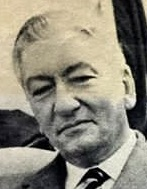
Aziz Sedki

Aziz Sidqi (arabisch عزيز صدقي, DMG ʿAzīz Ṣidqī) oder Aziz Sedki, auch Aziz Sedky (* 1. Juli 1920 in Kairo; † 25. Januar 2008 in Paris), war Premierminister von Ägypten.
Sidqi, Mitglied der Partei Arabische Sozialistische Union (ASU), war vom 18. Januar 1972 bis zum 26. März 1973 unter Präsident Anwar as-Sadat Premierminister von Ägypten. Außerdem war er Industrieminister.